# Barbara Hamilton, 14. Baroness Dudley

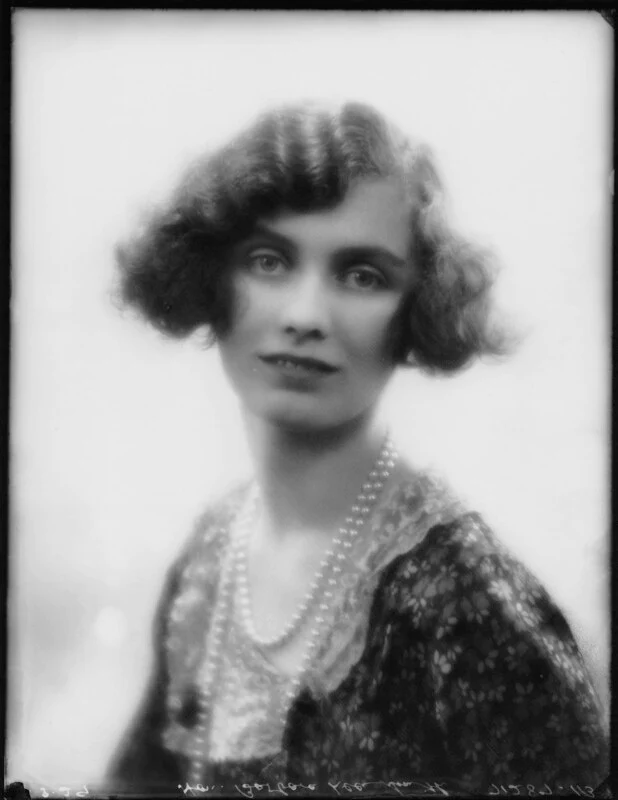
Barbara Hamilton, 14. Baroness Dudley

 Barbara Amy Felicity Smith, 14. Baroness Dudley (* 23. April 1907; † 27. Mai 2002 in Kempsey, Worcestershire) war eine britische Peeress und Politikerin der Conservative Party.

## Leben
Barbara Smith wurde als Tochter von Lieutenant Colonel Ferdinando Smith, 12. Baron Dudley (1872–1936) und dessen Ehefrau Sybil Augusta Coventry († 1958) geboren. Sie erbte am 19. April 1972 beim Tod ihres jüngeren, kinderlosen Bruders Ferdinando Smith, 13. Baron Dudley (1910–1972) den Titel der 14. Baroness Dudley, der 1440 in der Peerage of England geschaffen wurde. Die Baronie befand sich seit 1757 in Abeyance und wurde auf ein Gesuch von Ferdinando Smith, 12. Baron Dudley, dem Vater von Barbara Amy Felicity Smith, am 9. Mai 1916 durch Writ of Summons restituiert.
Smith war als Künstlerin tätig. Sie malte Aquarelle, hauptsächlich mit Blumenmustern. Ihre Arbeiten wurden in der Royal Watercolour Society ausgestellt. Sie starb am 27. Mai 2002 im Alter von 95 Jahren auf ihrem Anwesen in Kempsey, Worcestershire. Die Trauerfeier fand am 31. Mai 2002 in der St Denys's Church in Severn Stoke statt.

## Mitgliedschaft im House of Lords
Mit dem Erbe des Titels der Baroness Dudley wurde Smith am 19. April 1972 Mitglied des House of Lords. Sie war vom 19. April 1972 bis 11. November 1999 Mitglied des House of Lords. Im House of Lords schloss sie sich der Fraktion der Conservative Party an. Ihre Antrittsrede im House of Lords hielt sie am 17. März 1976 im Rahmen einer Debatte zum Eigenanbau von Obst und Gemüse in Schrebergärten und zur Vergabe von landwirtschaftlichen Nutzflächen. Im Hansard sind insgesamt 21 Wortbeiträge von Baroness Dudley im Zeitraum von 1976 bis 1990 dokumentiert. Am 23. Juli 1990 meldete sie sich in der Debatte zum Thema AIDS mit einer kurzen Zwischenfrage letztmals zu Wort.
Ihre Mitgliedschaft im House of Lords endete am 11. November 1999 durch den House of Lords Act 1999. Für einen der verbleibenden Sitze trat sie, wohl aus Altersgründen, nicht zur Wahl an. Sie gehörte der Hereditary Peers Association nicht an.

## Privates
Barbara Amy Felicity Smith, 14. Baroness Dudley, war zweimal verheiratet. Am 22. August 1929 heiratete sie in erster Ehe Guy Raymond Hill Wallace († 1967), den Sohn von Major General Hill Wallace. Ihr Ehemann stammte aus Astley in der Grafschaft Worcestershire und war Mitglied der Royal Horse Artillery. Aus ihrer ersten Ehe gingen vier Kinder hervor, drei Söhne und, als ihr jüngstes Kind, eine Tochter. Am 22. Februar 1980 heiratete sie in zweiter Ehe Charles Anthony Crosse Hamilton († nach 2003). Sie trug bis zu ihrem Tod den Familiennamen Hamilton. Titelerbe wurde ihr ältester Sohn Hon. Jim Anthony Hill Wallace (1930–2024) als 15. Lord Dudley.